# Barraca del Coll de Noufonts (Queralbs)
La Barraca del Coll de Noufonts és una barraca de pedra seca de Queralbs (Ripollès) inclosa a l'Inventari del Patrimoni Arquitectònic de Catalunya.

## Descripció
Barraca feta amb tècnica de pedra en sec ubicada al corriol de pujada del pic de Nouscreus a uns 50 metres del coll de Noufonts.
Presenta una planta quadrada i disposa d'un accés amb angle recte i mur per protegir del vent. La construcció està adossada a una formació rocosa natural. La barraca mira al sud.
La seva datació pot situar-se al segle xx.